# The Mayor of Hell
The Mayor of Hell ist ein US-amerikanisches Schwarzweißdrama von Archie Mayo aus dem Jahr 1933, das nach einer Geschichte von Islin Auster entstand. In den Hauptrollen sind James Cagney, Madge Evans, Arthur Byron, Allen Jenkins, Dudley Digges und Frankie Darro zu sehen.

## Handlung
Gangster Patsy Gargan wird durch eine Bestechung als Leiter einer Besserungsanstalt eingesetzt. Er hat ursprünglich keine Absicht, sich mit der Erziehung der Jugendlichen auseinanderzusetzen. Aber als er die Kinder in der Anstalt trifft, erkennt er sich in ihnen wieder. Der bisherige Anstaltsleiter war sehr aggressiv und hat sich in keinerlei Weise auf die Unterstützung der Kinder konzentriert. Patsy verlässt seine Position in der Gangsterbande und arbeitet nun für die Besserungsanstalt zusammen mit der jungen Ärztin Dorothy Griffith, die den Kindern ebenfalls helfen will. 
Dorothy hat viele gute Ideen für die Besserungsanstalt. Zusammen versuchen Patsy und Dorothy eine bessere Atmosphäre für die Jugendlichen zu kreieren und alles geht zunächst sehr gut. Aber Patsy hat ein Geheimnis, von dem niemand weiß. Er hat sich an korrupter Politik beteiligt, und er hat dabei das Leben eines Mannes zerstört. Es war eigentlich ein Unfall, aber weil Thompson an ihm Rache zu nehmen versucht, muss er sich nun trotzdem verstecken. Deshalb sucht er einen Unterschlupf, wo er für eine Weile bleiben kann. 
In der Anstalt sind inzwischen mit dem alten Leiter Thompson auch wieder die alten Verhältnisse zurückgekehrt, und Patsy ist nicht mehr da, um den Jungen zu helfen. Der Leiter Thompson ist brutal und herzlos mit den Jungen. Er versucht ihnen einzureden, dass Patsy sie aufgegeben habe. Als sich Dorothy über die schlechte Qualität des Anstaltsessens beschwert, wird sie entlassen. Die Jungen haben nun keinerlei Unterstützung mehr. Am Ende wird der Junge Johnny „Skinny“ Stone von Thompson bestraft. Skinny war sehr krank, aber Thompson zwingt den Jungen dazu, draußen zu schlafen. Am Morgen ist Skinny gestorben.
Nach Skinnys Tod wollen die anderen Jungen in der Besserungsanstalt Rache und rebellieren. Die Jungen stellen den Mann vor ein eigenes Gericht, das ihn für schuldig befindet. Thompson versucht zu fliehen und die Jungen jagen ihn auf das Dach eines Schuppens. Dann stecken sie den Schuppen in Brand. Thompson versuchte vom Dach springen, aber er landet auf einem Zaun, der ihn durchsticht. Dorothy kann in der Zwischenzeit Patsy in seinem Versteck finden und erzählt ihm die ganze Geschichte. Patsy kehrt zurück in die Schule, um die Ordnung wiederherzustellen, aber Thompson ist tot. Patsy hörte was passiert ist und lügt, um die Jungen zu retten. Patsy entscheidet sich schließlich an der Anstalt zu bleiben und die Schule weiter zu führen.

## Produktionskosten
Die Produktionskosten beliefen sich auf 229.000 US-Dollar.

## Weitere Verfilmungen
Bereits 1938 kam es zu einem Remake des Films unter dem Namen Crime School mit Humphrey Bogart und Gale Page in den Hauptrollen. Ein Jahr später kam es zu einem weiteren Remake, Hell’s Kitchen, diesmal unter anderem mit Ronald Reagan.